# Violet de méthyle

La pararosaniline (CAS) est la structure de base dont dérivent les violets de méthyle

Les violets de méthyle sont des mélanges de composés organiques à structure amino-triarylméthane utilisés comme colorants. Ils sont référencés dans le Colour Index sous le numéro C.I. 42535 avec l'appellation « C.I. Basic Violet 1 » et dérivent de la pararosaniline (en), elle-même apparentée aux fuchsines.
Plus précisément, ce sont des mélanges de dérivés N-méthylés de la pararosaniline obtenus en ajoutant un à deux groupements méthyle (–CH3) sur chacun des atomes d'azote de la molécule de pararosaniline. Leur définition exacte varie selon les sources, comprenant toujours les dérivés penta- (5 méthyles) et hexaméthylés (6 méthyles) et pouvant englober,, ou non, l'un des deux isomères du dérivé tétraméthylé (la N,N,N',N"-tétraméthyl-pararosaniline : 4 méthyles, un seul atome d'azote en portant deux).

## Variétés

Le violet de méthyle 10B et le violet cristallisé sont une seule et même molécule, le dérivé hexaméthylé de la pararosaniline (CAS)

Des lettres ont été ajoutées après les mots « violet de méthyle » pour désigner la teinte des différentes variétés, corrélée au degré de méthylation de ses composants : elle varie du rougeâtre (lettre R, voire 2R, pour Red) lorsque les moins méthylés dominent, au bleu de plus en plus foncé (B pour Blue, puis 2B, 3B etc.) à mesure que la proportion de dérivés plus méthylés augmente dans le mélange.

### Violet de méthyle 10B
Le terme « violet de méthyle 10B » fait référence de manière univoque au dérivé hexaméthylé (càd. le plus méthylé qui soit) de la pararosaniline, plus connu sous le nom de violet cristallisé (en anglais crystal violet),,.

### Autres violets de méthyle

Le dérivé pentaméthylé de la pararosaniline (CAS) est nommé « violet de méthyle 2B » dans certaines sources et « violet de méthyle 6B » dans d'autres

Le terme « violet de méthyle 2B » est utilisé dans certaines sources pour désigner le dérivé pentaméthylé de la pararosaniline,.
La dénomination « violet de méthyle 6B » est plus équivoque. Elle a pu être utilisée pour désigner le composé pentaméthylé précédent,, mais selon d'autres sources c'est seulement le nom d'un mélange plus sombre que le 2B et plus clair que le 10B.
L'analyse chimique semble indiquer que les substances vendues sous le nom de « violet de méthyle » sont toutes des mélanges de dérivés homologues. Ils sont très proches du violet de gentiane, dénomination historique de mélanges des mêmes dérivés méthylés de pararosaniline.

## Applications
De nombreuses applications du violet de méthyle sont décrites dans la littérature, sans que la nature chimique exacte de la substance étudiée soit toujours précisée.

### Microbiologie
Dans une étude portant sur le mécanisme de la coloration de Gram, le violet de méthyle (variété « B » de Grübler) a été décrit comme un substitut acceptable au violet cristallisé pour la coloration primaire. Une coloration des Spirochètes à base de mercurochrome, de violet de méthyle et de solution de Lugol a été décrite. Associé à la tartrazine, le violet de méthyle a été employé comme colorant pour la visualisation au microscope optique de Cryptosporidium spp. dans les prélèvements digestifs.
Le violet de méthyle a été utilisé comme ingrédient sélectif dans la composition de milieux de culture destinés à l'isolement d’Enterobacter spp. et de K. pneumoniae,.

### Biologie moléculaire et biochimie
Le violet de méthyle était utilisé pour détecter par un effet métachromatique les dépôts amyloïdes tissulaires dans les amyloses. Bien qu'en perte de vitesse depuis l'introduction du rouge Congo, cette technique peu spécifique a été améliorée par adjonction d'une étape de différenciation au vert de méthyle purifié.
Une étude de biochimie analytique a exploité les interactions du violet de méthyle avec les acides nucléiques pour proposer une méthode de dosage des acides nucléiques totaux (ADN + ARN) par spectroscopie de diffusion Rayleigh.

### Médecine
En ophtalmologie, des recherches précliniques ont été menées concernant l'utilisation potentielle du violet de méthyle pour teinter les tissus pré-rétiniens afin de faciliter la réalisation d'une vitrectomie (chromovitrectomie). Dans une étude animale, le violet de méthyle administré par voie intravitréenne à des lapins a été considéré comme une option sûre et efficace. Une étude antérieure avait mis en évidence des lésions histologiques de la rétine à la suite d'injections similaires effectuées sur des porcs.
Le violet de méthyle administré par injection rétrograde dans le canal parotidien (Sténon) a été utilisé comme agent sclérosant dans une petite série de patients atteints de parotidite obstructive chronique.

### Autres applications
Des systèmes électrochimiques mettant en jeu le violet de méthyle ont été décrits : pile à combustible biologique, électrode analytique de dosage du chrome(III).

## Toxicité

### Animale et microbiologique
Une toxicité subaiguë significative a été observée chez l'animal par voie intraveineuse et rapportée à la formation de précipités avec les protéines plasmatiques responsables d'embolies pulmonaires.
Un effet mutagène dose-dépendant a été observé chez le phage T4 alors qu'une étude sur des cellules procaryotes (S. typhimurium) et eucaryotes (S. cerevisiae) n'avait pas démontré de mutagenèse significative. Une interaction génotoxique par intercalation du violet de méthyle dans de l'ADN animal (thymus de veau) a été démontrée in vitro.